# 卡兹尼神殿

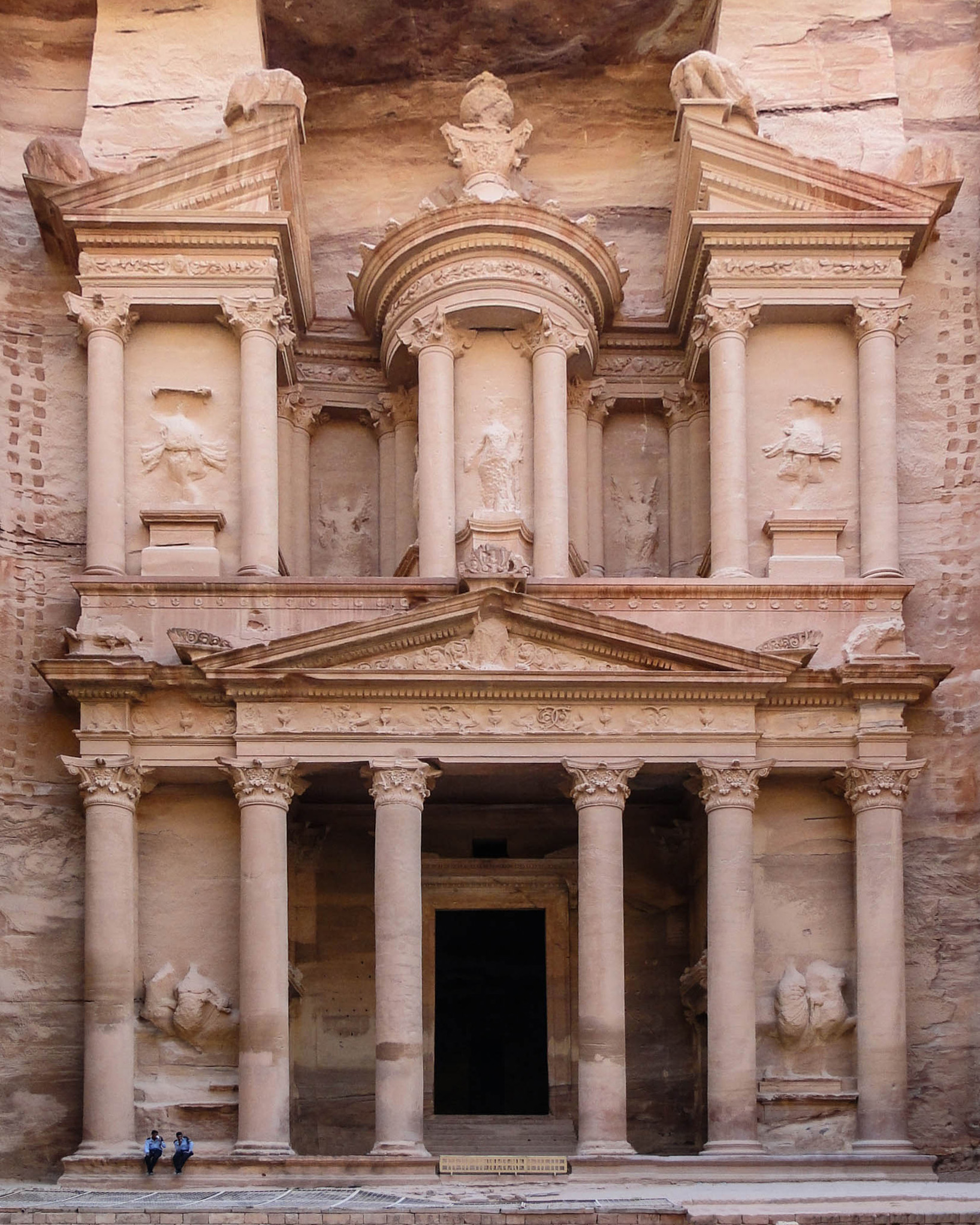
卡兹尼神殿

卡兹尼神殿（阿拉伯语：الخزنة，意为“宝库”），又译宝藏殿，是约旦古城佩特拉中心的一座神殿。
该神殿由納巴泰王國在一整块砂岩中雕刻而成，已有兩千年歷史。当地的貝都因人傳說其頂部藏有寶藏，故而该神殿俗称宝库。

## 历史
卡兹尼神殿建造的原因和时间目前不明，可能在公元前100年和公元后200年之间。其阿拉伯语名字“Treasury”源于一个传说，土匪或海盗将他们的战利品藏在第二层的一个石头骨灰坛中。骨灰坛可以看到由子弹造成的重大损害。当地传说这应归咎于贝都因人，据说他们希望把骨灰坛打开得到宝物。
因为它在悬崖上的雕刻，两千年来，许多建筑细节已经被侵蚀。这些雕塑被认为是那些与来世有关的各种神话中的人物。

## 外观
卡兹尼神殿的前壁共有两层。神殿顶部装饰着四尊鹰雕像。第二层有九座雕像（正前方三座，两处凹位中的每处有正向的一座、侧向的两座）：中央的是女神伊西斯，而在伊西斯两旁、陷于凹位正向处的是女神双翅尼刻。除此之外的六座均为手持双斧的阿玛宗人。第一层、位于神殿入口两旁的是希腊神话中的卡斯托耳和波鲁克斯兄弟。

## 流行文化
《印第安纳·琼斯系列》电影第三部《聖戰奇兵》曾在此取景。